# شركة الأوراق النقدية الكندية
شركة الأوراق النقدية الكندية (CBNC) هي شركة كندية متخصصة في طباعة الأوراق النقدية الأمنية. تشتهر الشركة بتعاقدها مع بنك كندا لتزويده بالأوراق النقدية الكندية منذ عام 1935. ومن بين عملاء الشركة الآخرين شركات خاصة، وحكومات وطنية وإقليمية، ومصارف مركزية، وخدمات بريدية من جميع أنحاء العالم. بالإضافة إلى الأوراق النقدية، تُنتج الشركة جوازات السفر، ورخص القيادة، وشهادات الميلاد، والطوابع البريدية، والقسائم، والعديد من المنتجات الأخرى المتعلقة بالوثائق ذات الحماية الأمنية. كما تطبع الشركة وتوفر أنظمة قراءة لبطاقات الهوية، وتذاكر اليانصيب، والأختام، والأوراق النقدية.
من عام 1897 إلى عام 1923، كان بنك نيجيريا المركزي وحدةً تابعةً لشركة الأوراق النقدية الأمريكية (المعروفة الآن باسم ABCorp) ومقرها نيويورك. ثم أصبحت شركة خاصة بعد أن استحوذ عليها رجل الأعمال تشارلز وورثن من أوتاوا. وابتداءً من عام 1976، سيطر دوغلاس أريندز تدريجيًا على الشركة. ومنذ ذلك الحين، تتخذ الشركة من أوتاوا، أونتاريو، مقرًا لها.
منذ عام 2014، أصبحت شركة Canadian Bank Note Company هي المزود الرئيسي لجوازات السفر القابلة للقراءة آليًا والمستخدمة داخل مجموعة دول الكاريبي. تخدم غالبية جوازات سفر الكاريبي الجديدة كما يطلق عليها الاتحاد كعنصر أساسي لتعزيز سهولة السفر داخل السوق والاقتصاد الموحد لمنطقة الكاريبي (CSME).

## صور
عينات من الطوابع والعملات المطبوعة بواسطة شركة الأوراق النقدية الكندية:

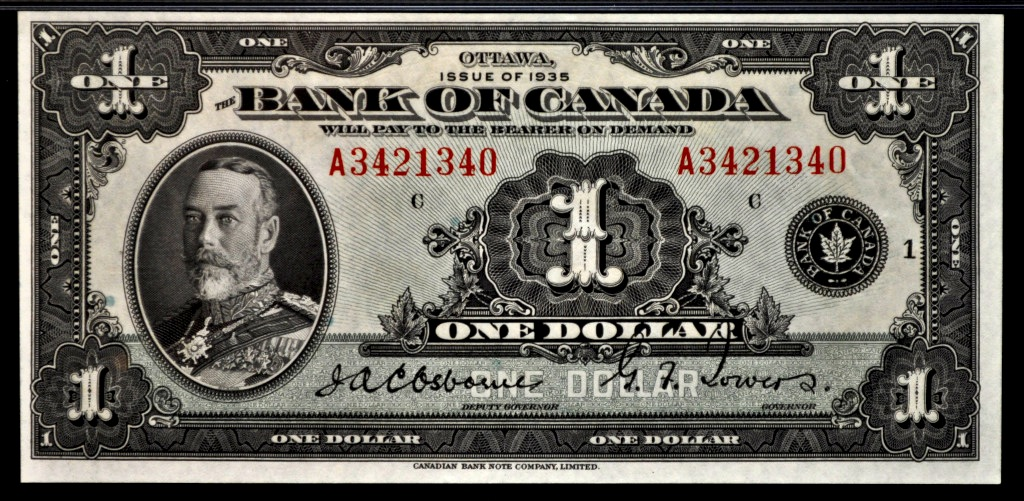
ورقة نقدية بقيمة دولار واحد صادرة من بنك كندا، عام 1935
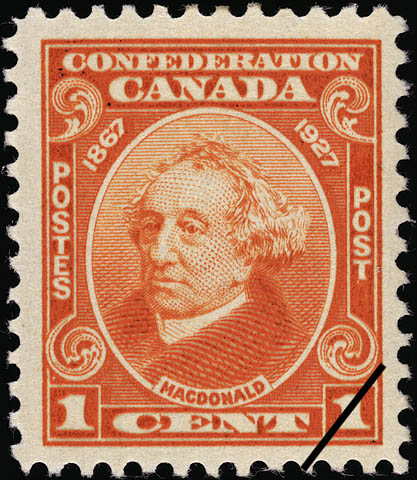
كندا 1 سنت، ماكدونالد 1927
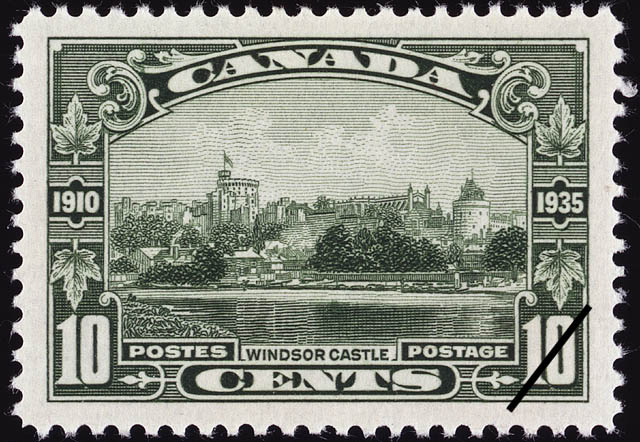
كندا 10 سنتات، قلعة وندسور 1935
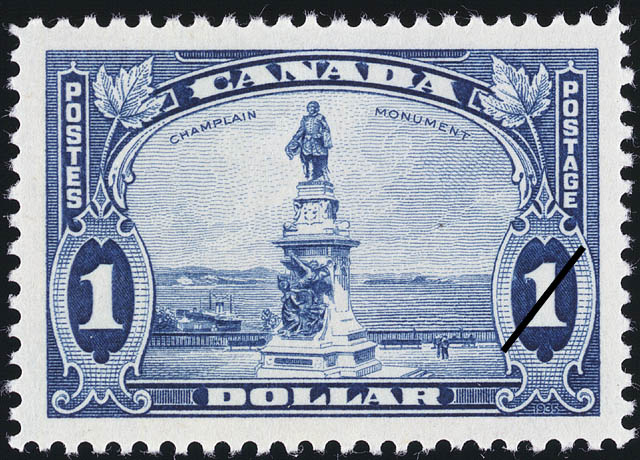
دولار كندي، شامبلين 1935
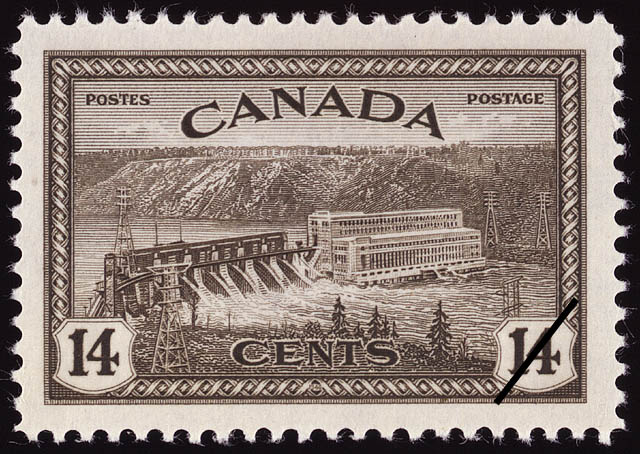
شركة كندا للطاقة الكهرومائية 1946
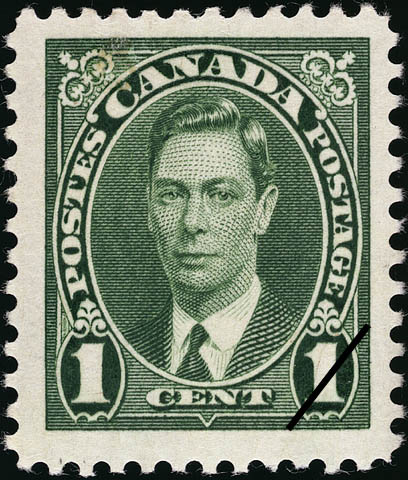
كندا جورج السادس 1937
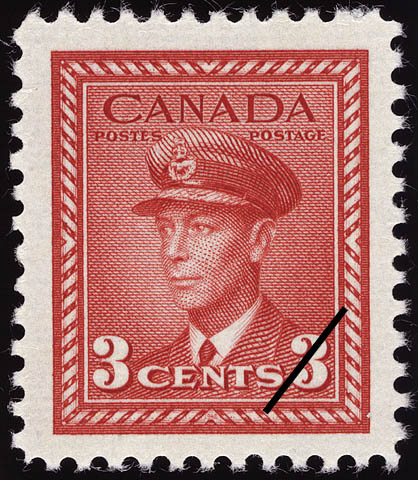
كندا جورج السادس 1942
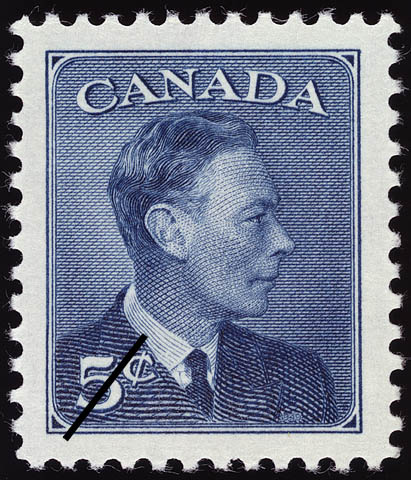
كندا جورج السادس 1950
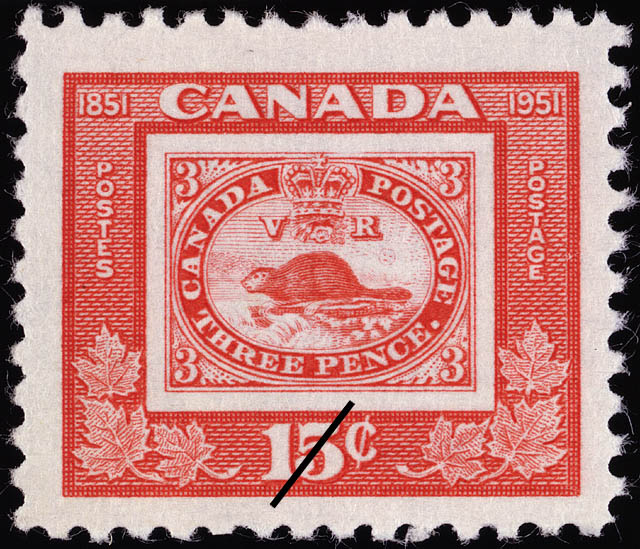
كندا كاستور 1951
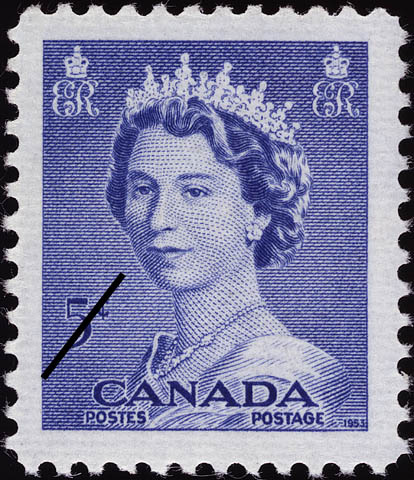
كندا 5 سنتات إليزابيث الثانية كارش 1953
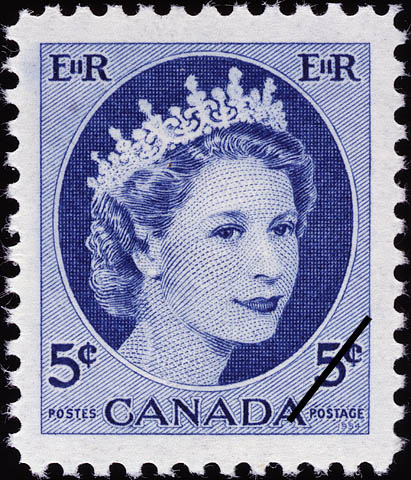
كندا 5 سنتات إليزابيث الثانية وايلدينغ 1954
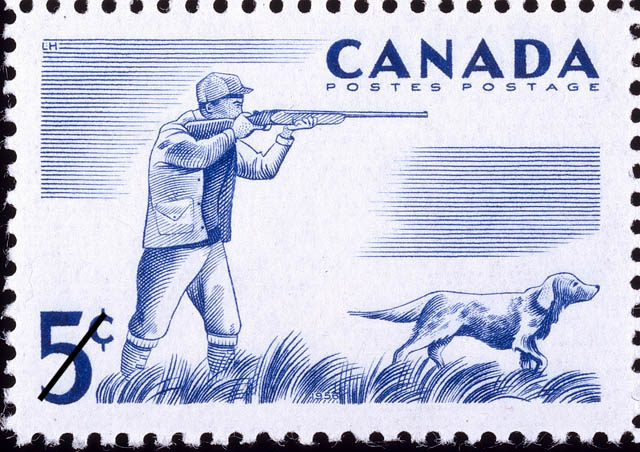
طابع كندي فئة 5 سنتات، إصدار عام 1957
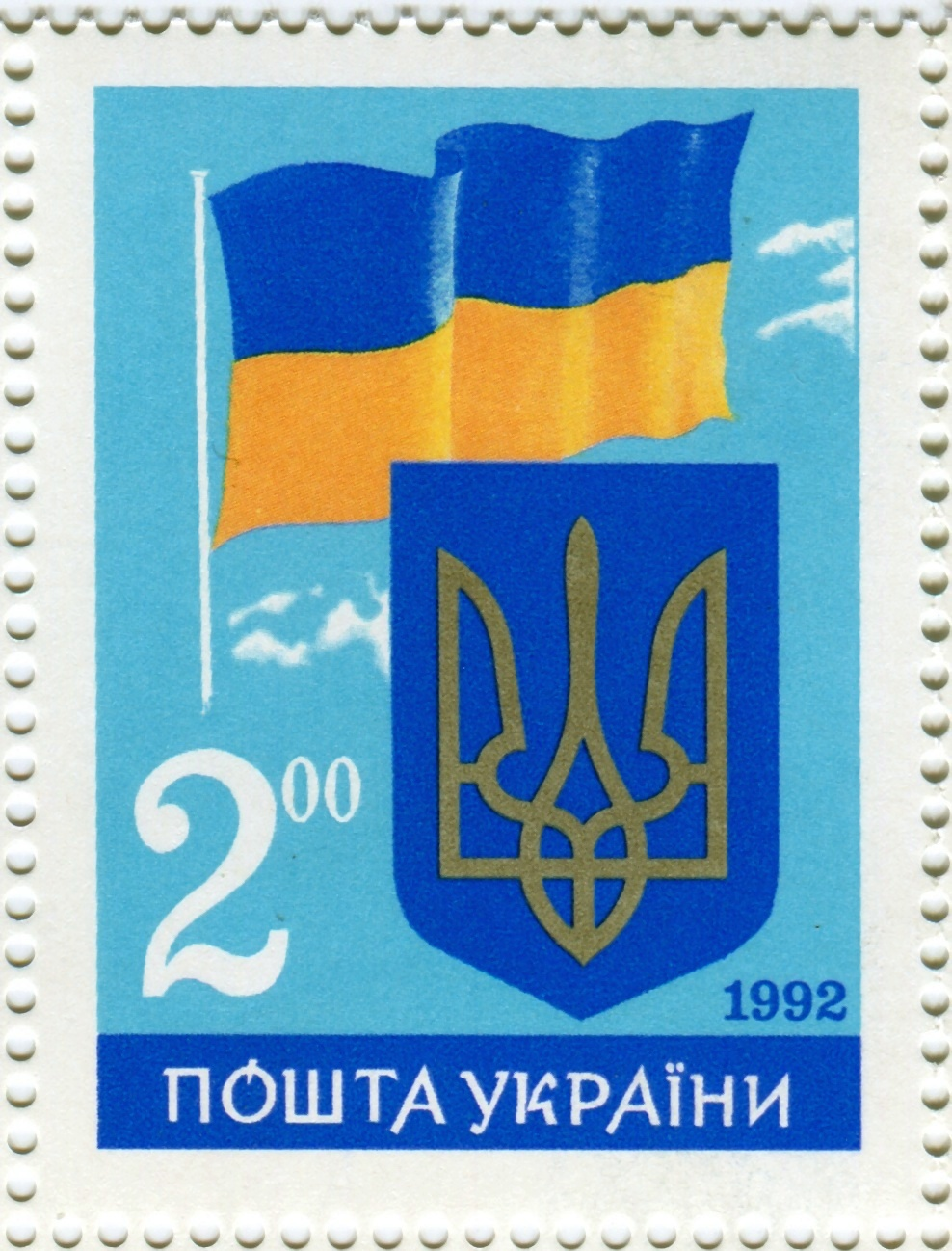
أوكرانيا